# Asirci
Asirci so semitska etnična skupina, ki izhajajo iz Mezopotamije in se kot samostojna sila ne omenjajo do 1350 pr. n. št. So pripadniki več narodnosti, med drugim se štejejo za pripadnike Sircev, Armencev ali Kaldejcev. Govorijo neo-aramejski jezik in so večinoma krščanske vere. Izhajajo iz Asirske pradomovine oz. območja S Iraka in protektorata Dohuk, J Turčije, SZ Irana in SV Sirije. Velik del ljudstva živi razseljeno v diasporah po svetu, med katerimi je največja v Siriji (do državljanske vojne 2015). Migracije ljudstva so bile velikokrat povezane z genocidi ali državljanskimi vojnami.

## Asirska domovina
Prvi znaki naselitve območja segajo že v kameno dobo, v Šanidarjevo jamo, kjer so živeli neandertalci. Neolitske najdbe pa pričajo o nastanitvah ljudi v mestih Jarmo in Tell Hasuna.
Asirska zgodovina se je pričela z izgradnjo mesta Asur v 25. stoletju pr. n. št. Kot prvi je vladal lokalni kralj Tudija. Lokalni vladarji so sledili vse do okrog 2200 pr. n. št., ko je kralj Sargon Akadski v imenu vseh semitsko govorečih ljudi združil kraljestva v Akadsko kraljestvo. Glavno mesto je bilo Ašur (danes Mosul). Oblast na območju Mezopotamije je bila lokalno deljena na območja mestnih državic, ki so zaradi vse večjega vpliva Asircev bile asimilirane. Danes naj bi po Bibliji in naukih Vzhodne asirske cerkve Asirci bili potomci Abrahamovega sina Joksana iz oaze Dedan, toda za to ni oprijemljivih dokazov niti v asirskem zgodovinopisju.

## Asirska vojska
Med 9. in 7. stoletjem pr. n. št. je Asirija popolnila tehnike bojevanja. Njihova taktika je temeljila na strahovladi ter zastraševanju podložnih ljudstev. Na vrhuncu med vladavino kralja Tiglatipilezarja III. je bila vojska hieararhično razdeljena v enote, ki so jim poveljevali generali. Bila je narodnostno mešana, med pehoto je prevladovala tuja sila. Bojevniki so bili redno plačani in dobro založeni z železnim orožjem iz centralnih skladišč. Približno v času pojava bojnih vozov so se tri in štiri-vprežni vozovi pojavili tudi v zgradbi Asirske vojske. Ob koncu 8. stol je te izpodrinila konjenica, kar so verjetno prevzeli od Siktov. V zatonu cesarstva so bili lokostrelci in suličarji na konjih najpomembnejši sestav vojske, ki jim je na bojišču dala nove razsežnosti bojevanja.

Vojska je bila znana tudi po strategijah obleganja mest. Namesto odrezovanja mesta od zaledja, so Asirci raje naredili klančine za napad z ovni ali spodkopavali obzidje. Pri prebitju obrambe mesta so prebivalce pobili oziroma zasužnjili. Asirski imperij je bil najmogočnejši okrog leta 650 pr. n. št. pod vladavino kralja Asurbanipala, njegov zaton pa je nastopil kmalu po njegovi smrti zaradi notranjih bojev za oblast.

## Predkrščanska zgodovina Asircev
Leta 1365 pr. n. št. je kralj Ašur-ubalit I. porazil Šuttarno II. in s tem zlomil vpliv Mitancev. Pozneje je tudi priključil ozemlja Hetitov, Babiloncev, Amoritov in Huritov. 

Okrog 3000 pr. n. št. je iz sumerskega klinopisa nastala prilagojena oblika jezika, ki ji danes rečemo akadščina.Zaradi podedovanih lastnosti sumerščine tudi akadščino uvrščamo med semitsk jezike. Akadski jezik je bil z svojima dvema dialektoma, to sta asirščina in babilonščina, glavni jezik Mezopotamskega prostora vse do vzpona Novega Asirskega Kraljestva v 8. stoletju pr. n. št. Jezik je dokončno izumrl z vpeljavo stare aramejščine med vladavino kralja Tiglat-Pileserja III.. Pisali so v klinopisni pisavi na glinene tablice. Jezik je poimenovan po mestu Akad. 

Ep o Gilgamešu je najstarejši ep na svetu in hkrati tudi najpomembnejše delo asirsko-babilonske književnosti. Po naročilu kralja Asurbanipala je nastal med letoma 2000 in 1600 pr. n. št. Do današnjih dni se je ohranil skoraj v celoti, obsega pa približno 3500 verzov na 12 glinenih ploščah. Te so bile shranjene v knjižnici v Ninivah, v kateri so bile sistematično urejene klinopisne ploščice. Knjižnični opus je zajemal vso tedanje znanje, znanost, zgodovino in epiko.

## Seznam virov in sklicev
1. ↑  Anglis, Sarah (2007). »Zgodovina človeštva«. Podatki na dlani (Enciklopedija, leksikon). Ljubljana: Mladinska knjiga. str. 169. COBISS 232564480. ISBN 978-961-01-0041-6.
2. ↑  
»Historical summary of the Assyrian(Syriac) People«. Assyrians. Pridobljeno 2. decembra 2020.
3. ↑  Grant, R.G (2016). Bojevanje:Velika slikovna enciklopedija. Mladinska Knjiga. COBISS 283875072. ISBN 978-961-01-4294-2.
4. ↑  Ambrož, Darinka; Cuderman, Vinko; Degan Kapus, Majda; J. Kenda, Jakob (2015). Branja 1, Berilo in učbenik za 1. letnik gimnazije ter štiriletnih strokovnih šol. Ljubljana: DZS. str. 18. COBISS 218025728.